# Antoni Malczewski
Antoni Malczewski, né le 3 juin 1793 et mort le 2 mai 1826 à Varsovie, est un poète romantique, écrivain et alpiniste polonais.

## Biographie
Le 4 août 1817, Antoni Malczewski gravit avec le guide chamoniard Jacques Balmat dit « Mont-Blanc » le sommet du mont Blanc, devenant le premier Polonais, ainsi que le 8e alpiniste au monde à réaliser cette performance. Un an plus tard, le 4 août 1818, Antoni Malczewski, Jacques Balmat et 5 autres guides, accomplit la première ascension du sommet Nord de l'aiguille du Midi (3 795 m) dans le massif du Mont-Blanc.
En 1825 il publie le premier roman poétique dans la littérature polonaise, Maria. Poème d'Ukraine, dédié à Julien-Ursin Niemcewicz.
Antoni Malczewski se serait intéressé au magnétisme et aurait pratiqué des expériences de magnétothérapie sur Zofia Rucińska, la dernière compagne de sa vie. Ces expériences sont relatées dans un texte mystérieux intitulé « Un véritable événement » signé par Michał Modzelewski mais, selon certains[Qui ?], Antoni Malczewski pourrait être l'auteur du texte. Sans remettre en cause fondamentalement cette hypothèse, le professeur Emiliano Ranocchi de l'université d'Udine, dans un article publié en 2018 dans les Annales des Humanités, estime, en s'appuyant sur la littérature magnétique récente, que l'on peut émettre de nouvelles hypothèses sur les origines de ce texte et mieux comprendre ainsi à la fois la typicité et l'unicité de l'histoire thérapeutique de Zofia Rucińska .   
Mort à l'âge de 32 ans, il est enterré à Varsovie, au cimetière de Powązki, mais le lieu exact de sa tombe demeure inconnu.